# Adolfo de Aragón
Adolfo de Aragón y Muñoz (La Habana, 1864-La Habana, 1954) fue un profesor y académico cubano.

## Biografía
Nacido el 24 de marzo de 1864 en La Habana, vivió la mayor parte de su vida en su ciudad natal, en cuyo instituto y universidad estudió. Se licenció en Filosofía y Letras en 1882 y obtuvo el título de licenciado en Derecho Civil y Canónico en 1883. Fue profesor durante un breve periodo de tiempo en el Instituto de Pinar del Río, donde impartió clases de latín y español en el curso 1883-1884. Tras obtener el doctorado en Filosofía y Letras fue nombrado profesor auxiliar y ocupó temporalmente las plazas de profesor de Griego y Literatura Latina y Metafísica.
En 1896 se vio obligado a dejar la isla por sus posiciones independentistas y marchó a Estados Unidos, donde se juntó en en clubes políticos separatistas como "Oscar Primelles" y "Patria" de Nueva York y "Tunas de Calixto" de Jacksonville. En 1897 su plaza en la Universidad de La Habana fue declarada vacante.
En 1898, con el fin de la guerra, fue reinstaurado en su plaza de profesor auxiliar por el Gobierno. El 1 de mayo de 1900 fue escogido para la plaza de profesor de Historia de Literatura Clásica  y en septiembre de ese mismo año obtuvo por oposición la cátedra de Lengua Latina y Literatura. En 1916 fue nombrado decano de la Facultad de Letras y Ciencias para el periodo 1916-1919. Publicó obras como Los dramas de Esquilo (conferencia, 1916), Aristófanes y la antigua comedia griega (conferencia, 1914). Aragón, que llegó a ser rector de la Universidad de La Habana de forma interina, falleció en 1954 en La Habana.